# かじき座ゼータ星
かじき座ζ星（かじきざゼータせい）は、かじき座の恒星で5等星。黄白色の主系列星である。